# Овал (рэпер)
О́вал (пол. Owal; настоящее имя — Яцек Вечёрек, пол. Jacek Wieczorek; род. 14 января 1976 года, Познань, Польша) — польский рэпер. Также известен как Эмце́два  (пол. Emcedwa).

## Биография
Впервые Яцек Вечёрек попробовал себя в музыке в 1995 году, когда у одного из его друзей был день рождения. Со своим двоюродным братом Вектором основал группу со спонтанно выбранным названием «Przystanek 75». В 1999 году группа впервые выступила на сцене в Познане. Позже участники поменяли название группы на «Emcedwa». А после ухода из группы Вектора Яцек придумал себе сценическое имя Овал/Эмцедва.
В 2000 году Овал выпустил свой первый неофициальный альбом «Samo życie». Примерно в это же время он познакомился с рэпером Мезо и парнями из группы «Ascetoholix ». В конце 2002 года вышел первый официальный альбом «Epizod II: Rapnastyk», в котором, кроме всего прочего, Овал исполнил песни «Pełen Pokus» с Мезо и «Jestem Tu» с группой «Ascetoholix ». Овал ещё на протяжении некоторого времени продолжал с ними сотрудничество.
В 2004 году Овал выпустил ещё один альбом «Epizod III: Wirus». А в 2007 году — «Epizod IV: Sens Życia». Кроме того, до 2006 года Овал работал на радио. Яцек Вечёрек больше не выпускал альбомы, но продолжал работать с такими музыкантами, как: Дониу, Либер, Табб и другими. После 2011 года Овал ушёл из музыкальной индустрии.

## Дискография
| Дата выхода    | Название альбома      |
| -------------- | --------------------- |
| 2000           | Samo życie            |
| 18 ноября 2002 | Epizod II: Rapnastyk  |
| 9 июня 2004    | Epizod III: Wirus     |
| 2006           | Jestem w grze         |
| 29 января 2007 | Epizod IV: Sens Życia |

## Видеоклипы
| Год  | Название                                                                         | Альбом                |
| ---- | -------------------------------------------------------------------------------- | --------------------- |
| 2002 | Rapnastyk                                                                        | Epizod II: Rapnastyk  |
| 2002 | Tak Już Jest                                                                     | Epizod II: Rapnastyk  |
| 2003 | Jestem Tu (feat. Ascetoholix)                                                    | Epizod II: Rapnastyk  |
| 2003 | Rapteatr (feat. Mezo)                                                            | Epizod II: Rapnastyk  |
| 2003 | Pełen Pokus (feat. Mezo)                                                         | Epizod II: Rapnastyk  |
| 2005 | Fajna Piosenka Hip-Hop (feat. Kada)                                              | Epizod III: Wirus     |
| 2005 | Jest nas wielu (Greenjolly, Ascetoholix, Duże Pe, Mezo, Owal/Emcedwa, 52 Dębiec) | Epizod III: Wirus     |
| 2006 | Jestem w grze                                                                    | Jestem w grze         |
| 2006 | Spokojnie                                                                        | Epizod IV: Sens Życia |

## Награды
- 2005: номинация «Superjedynki» за работу над хип-хоп альбомом «Epizod III: Wirus»[9]